# Concerto grosso
Concerto grosso (din italiană "concert mare", pl. concerti grossi) este un gen de muzică barocă în care materialul muzical dialoghează între un mic grup de soliști și orchestră mare.
Genul s-a dezvoltat în secolul al XVII-lea, deși acest nume nu a fost folosit de la început. Se pare ca Alessandro Stradella a compus prima muzică în care două grupuri de dimensiuni diferite sunt combinate într-un mod caracteristic. Primul compozitor important care să folosească termenul de concerto grosso a fost Arcangelo Corelli. După moartea lui Corelli a fost publicată o colecție de 12 concerti grossi compuse de el. La puțin timp după aceea, compozitori precum Francesco Geminiani și Giuseppe Torelli au compus concerte în stilul lui Corelli. De asemenea, Corelli a avut o influență importantă asupra lui Antonio Vivaldi.
Există două tipuri distincte de concerto grosso: concerto da chiesa (concert de biserică) și concerto da camera (concert de cameră). Concerto da chiesa alternează părți rapide și lente; concerto da camera are caracter de suită, fiind introdusă de un preludiu și incorporând forme de dans populare. Aceste distincții s-au schimbat de-a lungul timpului.
Grupul concertistic a lui Corelli era alcătuit din două viori, violoncel și orchestră de coarde. Amândouă erau acompaniate de un basso continuo asigurat de clavecin, orgă sau lăută. Händel a compus câteva colecții de concerti grossi iar câteva dintre Concertele brandenburgice ale lui Bach se bazează pe genul de concerto grosso.
La sfârșitul secolului al XVIII-lea, genul de concerto grosso a fost dat deoparte de concertul solo și de sinfonia concertante, iar noi lucrări aparținând acestei forme nu au mai apărut timp de un secol. 
În secolul al XX-lea, genul de concerto grosso a fost folosit de compozitori precum Igor Stravinsky, Ernest Bloch, Ralph Vaughan Williams, Bohuslav Martinů, Malcolm Williamson, Henry Cowell, Alfred Schnittke, Krzysztof Penderecki și Philip Glass. Deși Edward Elgar nu poate fi considerat un compozitor modern, lucrarea sa Introduction and Allegro folosește o instrumentație foarte apropiată genului de concerto grosso.